# Turismo em Manaus

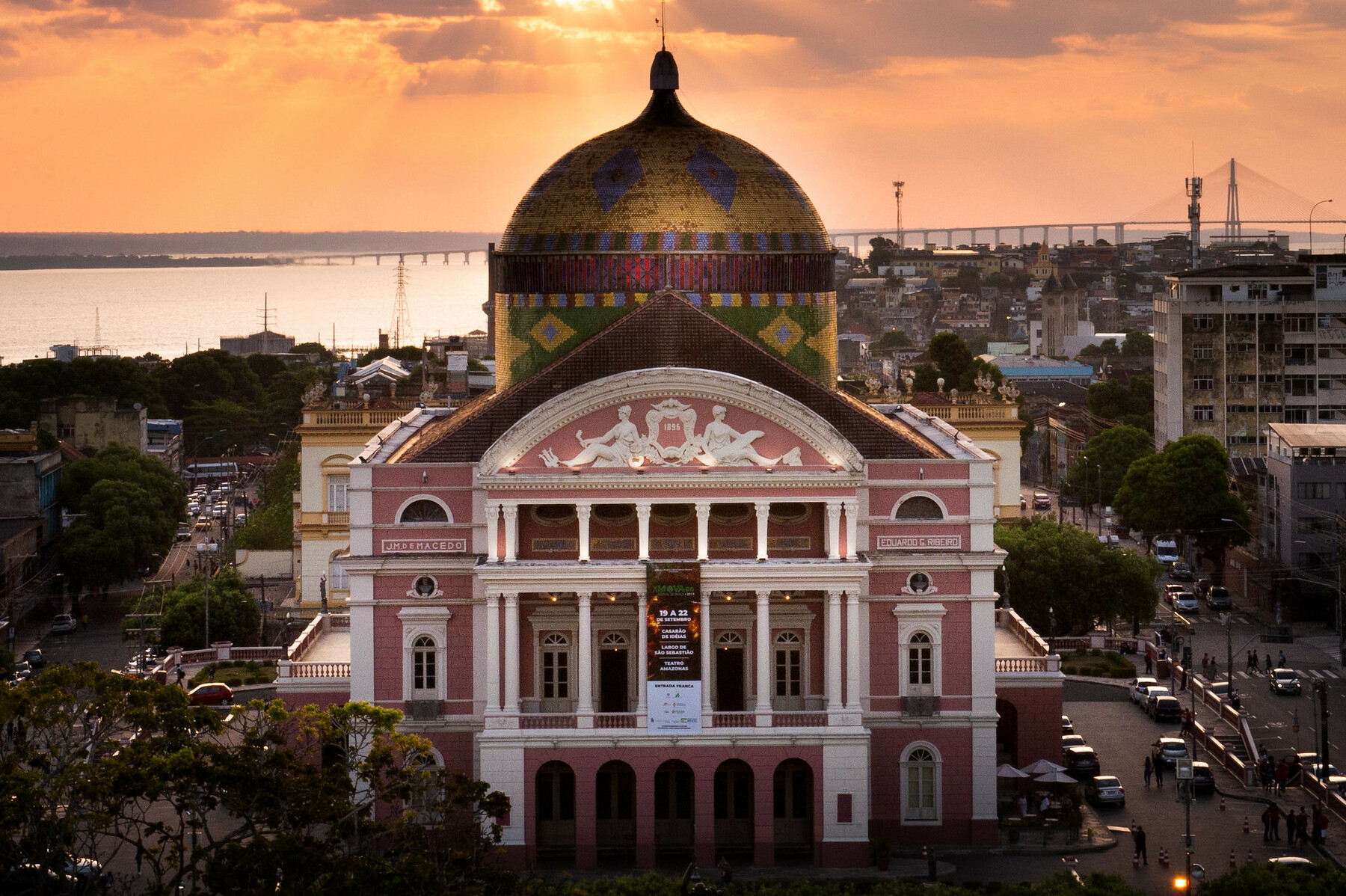
Teatro Amazonas, inaugurado em 1896, é considerado uma das mais belas casas de ópera do mundo.

O turismo no município de Manaus oferece diversas atrações culturais, gastronômicas e naturais. Fundada em 1669, a capital amazonense é um dos maiores destinos turísticos do Brasil. A cidade oferece uma ampla rede hoteleira, incluindo hotéis de selva em sua região metropolitana. Nos cinco primeiros meses de 2019, Manaus recebeu mais de 285 mil turistas, tanto nacionais e internacionais.
Dentre seus visitantes mais ilustres, está o Papa João Paulo II, que esteve na cidade em 11 de julho de 1980. Durante sua visita à capital amazonense, o Santo Padre participou de uma procissão fluvial embarcado no navio Pedro Teixeira. Em seu discurso de despedida do Brasil, feito em Manaus, estão as seguintes palavras:
Levo nos olhos e no coração tantas imagens de vida e beleza, que me impressionaram neste dinâmico e promissor País, e as últimas e mais impressionantes serão as imagens portentosas destes rios e florestas do Amazonas. — Papa João Paulo II 

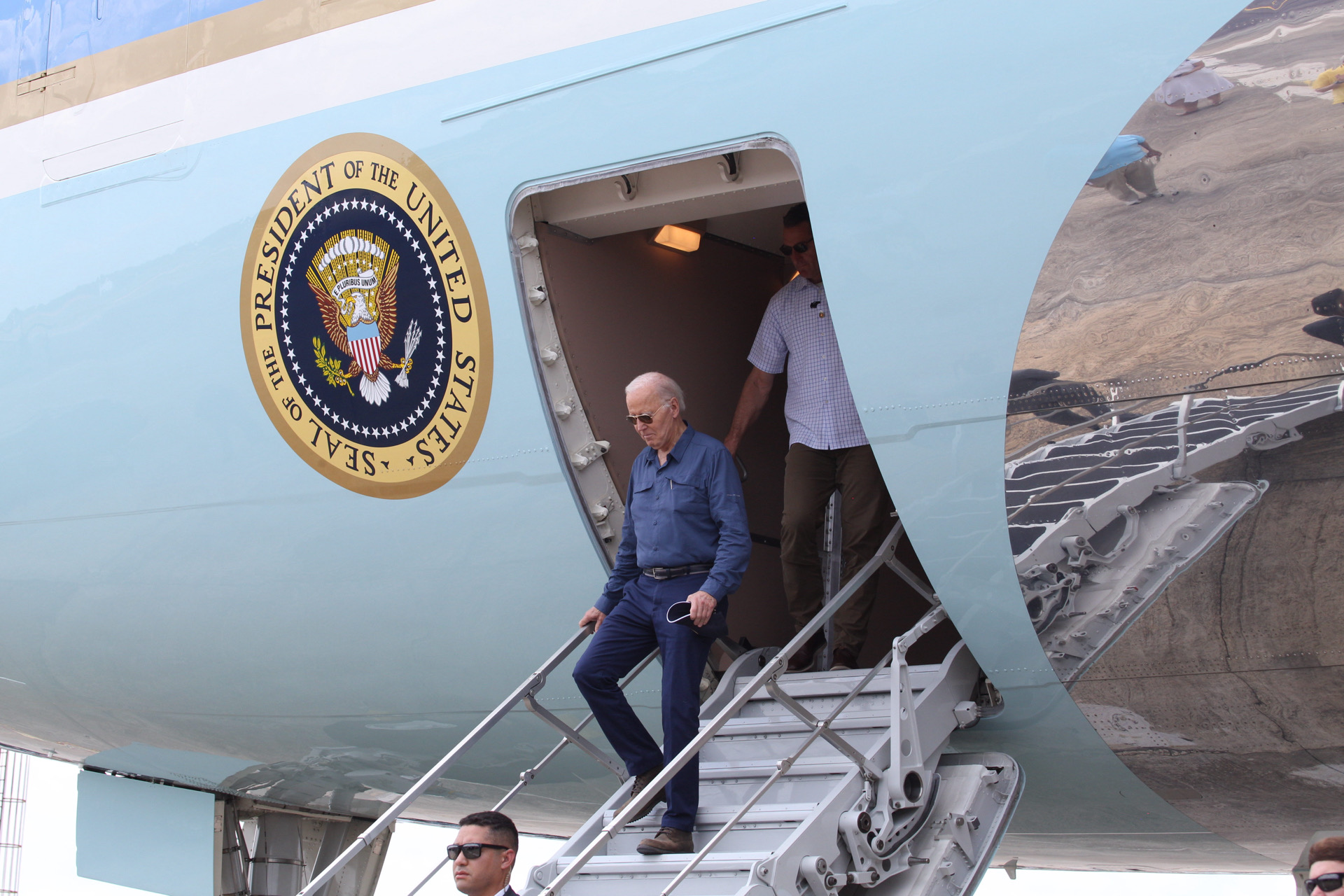
Joe Biden desembarca no Aeroporto Internacional de Manaus.

Em 2008, Manaus inaugurou o AmazonBus, veículo oferecido aos turistas que visitam a cidade, aos moldes de veículos turísticos que já operam em cerca de setenta cidades turísticas do exterior. O AmazonBus percorre 40 pontos turísticos da cidade, dentre os incluídos no roteiro, estão o Teatro Amazonas e a Arena da Amazônia, o Centro de Instrução de Guerra na Selva (CIGS), a Praia da Ponta Negra e a Ponte Rio Negro. É uma excursão totalmente panorâmica, ou seja, o turista tem uma visão externa dos principais pontos turísticos. Em 2023, oThe New York Times selecionou Manaus em sua lista dos melhores destinos turísticos do ano. Na menção à capital amazonense, o jornal sugeriu alguns restaurantes para o turista apreciar a culinária de origem indígena. Um dos principais pontos turísticos de Manaus é o Teatro Amazonas, inaugurado de 1896, sendo a obra mais significativa da época áurea da borracha e tombado como Patrimônio Histórico Nacional.
Em pesquisa realizada em 2018 e 2019, a taxa de satisfação dos turistas de navios cruzeiros que passaram pelo Amazonas alcançou o percentual de 77,38%. Os turistas entrevistados em um estudo realizado pela Empresa Estadual de Turismo do Amazonas (Amazonastur) responderam a um questionário contendo 16 itens, entre comidas regionais, internet, opções de lazer, informações turísticas, bares e restaurantes. Em 2024, pela primeira vez um presidente em exercício dos Estados Unidos esteve em Manaus. Joe Biden conheceu o Museu da Amazônia e conversou com lideranças locais.

## Atrativos culturais

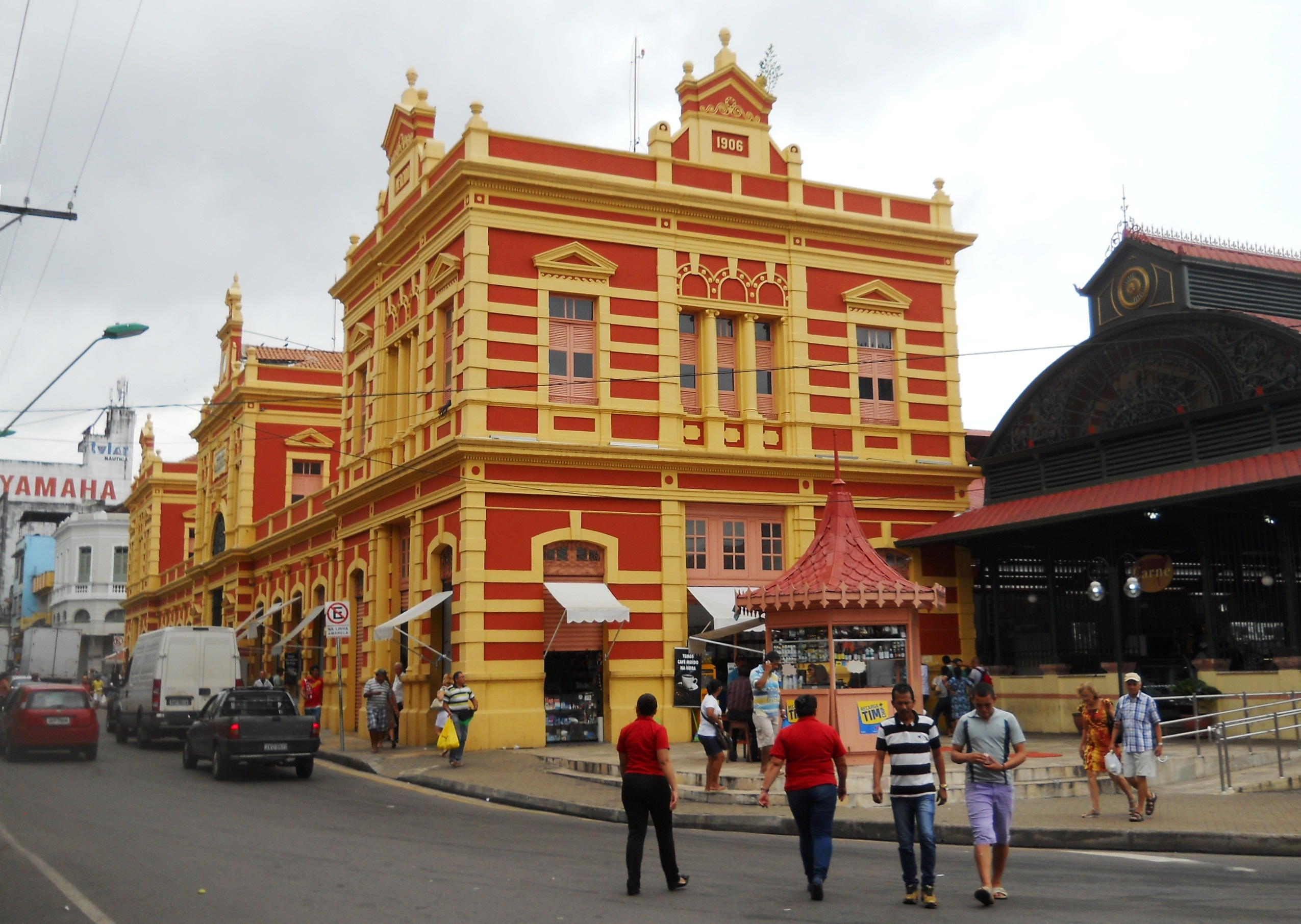
Mercado Municipal Adolpho Lisboa, inaugurado em 1883, é o mais antigo e importante espaço de comercialização de alimentos e produtos amazônicos em Manaus.

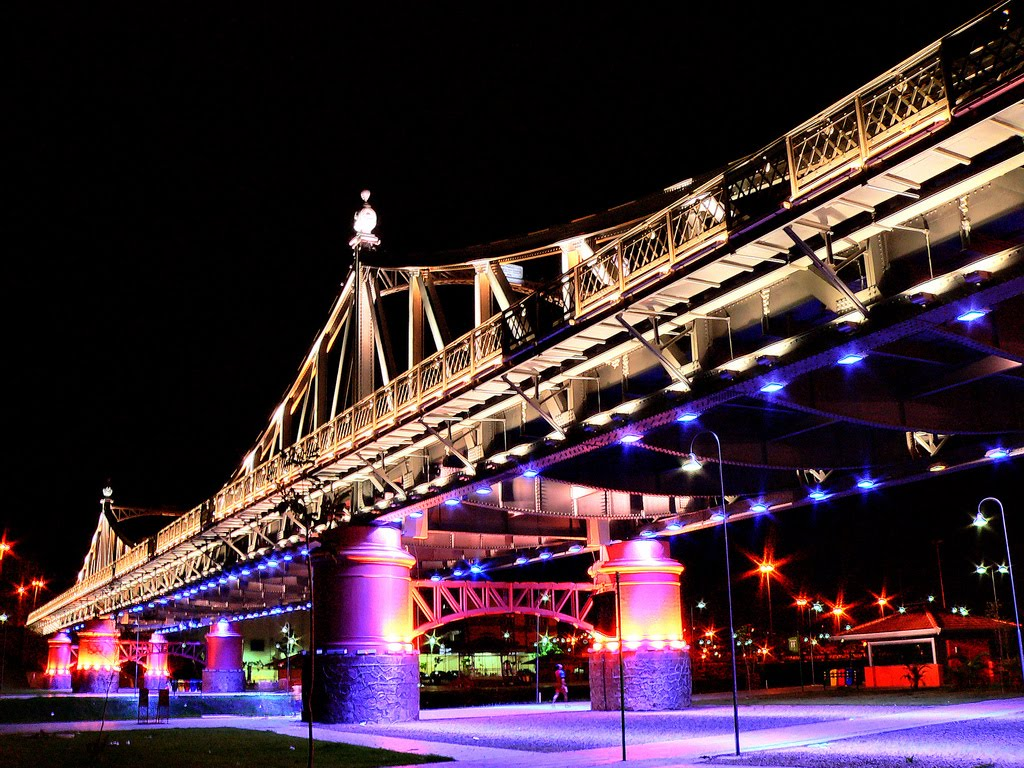
A Ponte Benjamin Constant é datada de 1893 e simboliza o auge da cidade de Manaus durante o ciclo da borracha.

- Teatro Amazonas, principal cartão-postal da cidade, é um dos mais importantes teatros brasileiros.[14] Idealizado pela alta sociedade amazonense durante a Belle Époque, foi construído com recursos provenientes do ciclo da borracha e inaugurado em 31 de dezembro de 1896. Por ser uma obra singular no país e representar o apogeu de Manaus durante o boom da borracha, foi tombado como Patrimônio Histórico Nacional pelo IPHAN em 1966.[11]

- Mercado Municipal Adolpho Lisboa, com mais de 135 anos de história, foi inaugurado em 15 de julho de 1883, sendo um dos mais importantes espaços de comercialização de produtos e alimentos típicos da Amazônia, em função da variedade de espécies de peixes de água doce, artesanatos, frutas, legumes e especiarias, atraindo a atenção e a curiosidade de quem o visita.[15] Por ser um dos principais exemplares da arquitetura de ferro sem similar no Brasil, foi tombado como Patrimônio Histórico Nacional pelo IPHAN em 1987.[16]

- Palacete Provincial é um imóvel datado de 1861 que serviu por mais de 100 anos como quartel da Polícia Militar do Amazonas. Atualmente abriga 5 museus de diferentes linguagens: Museu de Arqueologia, Museu da Imagem e do Som (MISAM), Museu de Numismática do Amazonas, Museu Tiradentes e a Pinacoteca do Estado do Amazonas.[17]

- Palácio da Justiça é uma obra centenária concluída no início do século XX para abrigar o Poder Judiciário do Amazonas. Sua inauguração foi realizada em 21 de abril de 1900. É um dos principais exemplares da arquitetura clássica do período áureo da economia da borracha e suas linhas estruturais seguem o estilo renascentista. É um patrimônio cultural do Amazonas, aberto à visitação pública e, também, à promoção das artes, por meio de exposições, espetáculos musicais, teatro, cinema e apresentação de palestras.[18]

- Palácio Rio Negro foi construído em estilo eclético, em 1903, para ser residência particular de um abastado comerciante da borracha, o alemão Karl Waldemar Scholz. É um dos prédios mais emblemáticos desse período, que marcou a economia do Estado. O local funcionou como sede do Governo e, em 3 de outubro de 1980, foi tombado como Patrimônio Histórico e Artístico do Estado do Amazonas. Ao longo dos anos, foi reformado, restaurado e adaptado e, em virtude de sua beleza arquitetônica e relevância histórica, foi transformado em Centro Cultural.[19]

- Biblioteca Pública do Amazonas está localizada no Centro Histórico da cidade. Fundada em 1871, é a mais antiga biblioteca pública no estado e a maior em número de acervos. No local é possível encontrar uma coleção de mais 30 mil jornais, que datam até 1886 e que podem ser consultados.[20]

- Catedral Metropolitana de Manaus, a primeira grande obra arquitetônica da cidade datada de 1858. A catedral remonta a primeira igreja construída pelos missionários carmelitas em 1695.[21]

- Igreja de São Sebastião, construída a partir de 1868, sob a direção de Gesualdo Marchetti de Lucas, possui estilo neoclássico, com alguns elementos medievalistas. Seu interior é marcado por painéis e vitrais europeus, bem ao estilo da época.[22]

- Alfândega da cidade, outro ponto turístico, é um conjunto arquitetônico tombado pelo Patrimônio Histórico Nacional.[23]

- Ponte Benjamin Constant, localizada na avenida Sete de Setembro, um dos marcos históricos da  cidade, fazendo a ligação do Centro da cidade com o bairro da Cachoeirinha. A ponte foi construída no período de 1892 a 1895 com peças importadas da Inglaterra, no governo de Eduardo Ribeiro e contou com supervisão do engenheiro Frank Hirst Hebblethwait.[24]

- Museu do Homem do Norte, dispondo de 2.000 itens, foi idealizado pelo sociólogo-antropólogo Gilberto Freyre e criado com o objetivo de reunir um significativo acervo que representasse e refletisse as características e peculiaridades da vida da região norte do Brasil. O acervo foi adquirido ao longo do tempo, por meio de doações, compras, cessões e incorporações.[25]

- Museu do Índio foi fundado pela Madre Maddalena Mazoni. Nas seis salas, é possível conhecer sobre rituais e ver objetos usados pelas tribos Tukana, Tikuna, Banivwa, Yanomami e Xavante. As salas são divididas pelos temas: organização social; cerâmica; trançados; usos e costumes; ritos, músicas e danças; e memória.[26]

- Teatro Chaminé foi construído em 1910, pela empresa inglesa Manaós Improviments, concessionária de serviços de saneamento, com a finalidade de ser uma usina de tratamento de esgotos da cidade. Com características neo-renascentistas, o espaço possui, ao lado direito, uma chaminé de 24 metros, construída com tijolos compactos refratários, coroada por um chapeló em ferro moldado. Por isso, ficou conhecido como Chaminé.[27]

- Monumento à Abertura dos Portos foi construído em 1899 para comemorar a liberação dos portos e rios da Amazônia às nações estrangeiras em 1866. Está localizado em frente ao famoso Teatro Amazonas.

- Relógio Municipal, construído em 1929, sendo autor do projeto o amazonense Coriolano Durand, possui estilo neoclássico e engrenagem de origem suíça. Nele há dois mostradores. Em um deles há a inscrição latina Vulnerant omnes, ultima necat, que significa "Todas ferem, a última mata".[28]

Entre prédios e lugares que destacam-se por algum acontecimento histórico ocorrido neste, há a  o Colégio Amazonense Dom Pedro II, que surgiu com a designação de Lyceu Provincial Amazonense, através do Regulamento nº 18, de 14 de março de 1869, do presidente da Província, João Wilkens de Mattos, sendo instalado nas dependências do Seminário Episcopal de São José, que a época localizava-se onde hoje se ergue uma das agências do Banco do Brasil, na antiga praça 15 de Novembro.

## Atrativos naturais

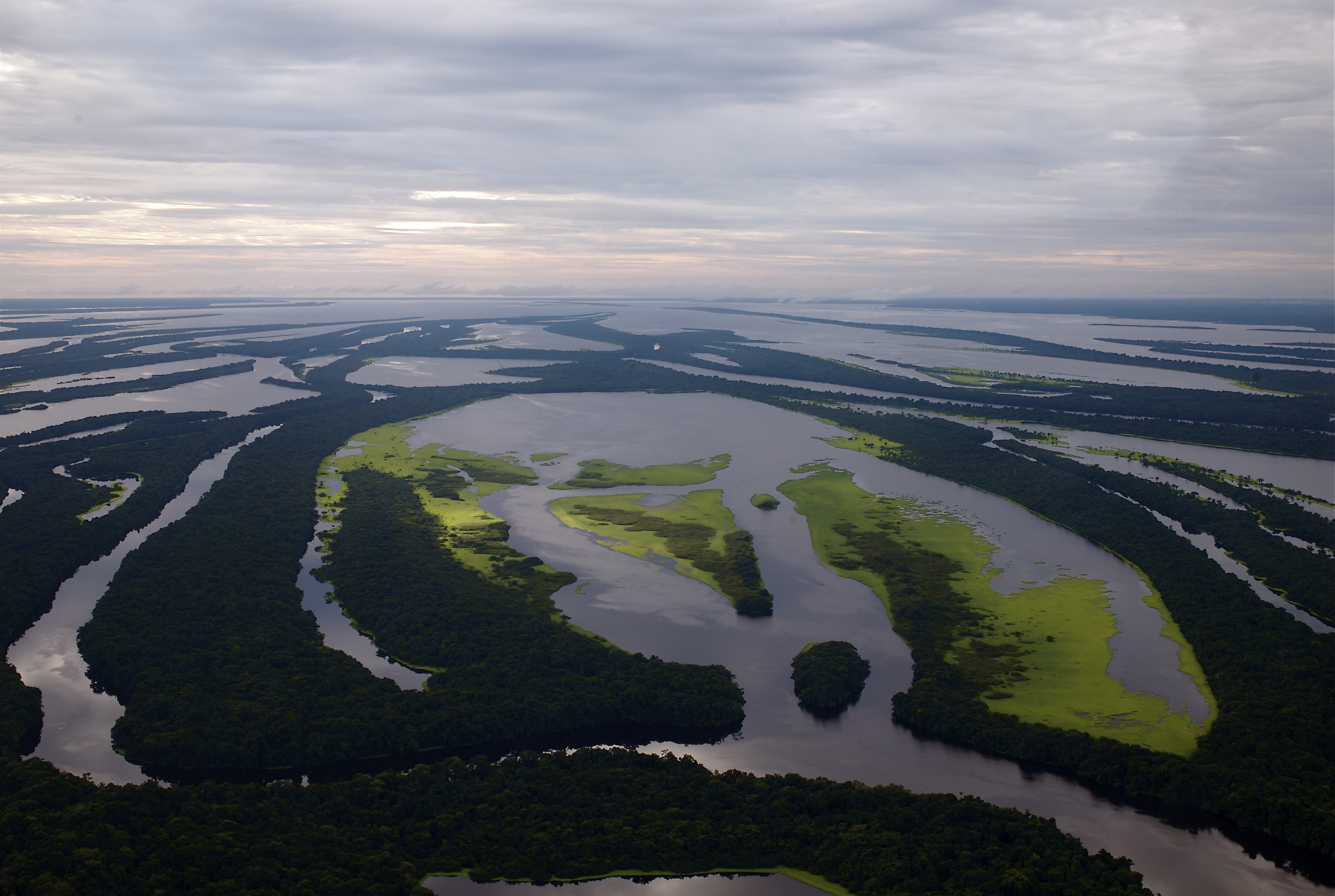
O Parque Nacional de Anavilhanas é um arquipélago que abrange cerca de 400 ilhas reconhecido como Patrimônio da Humanidade pela UNESCO.

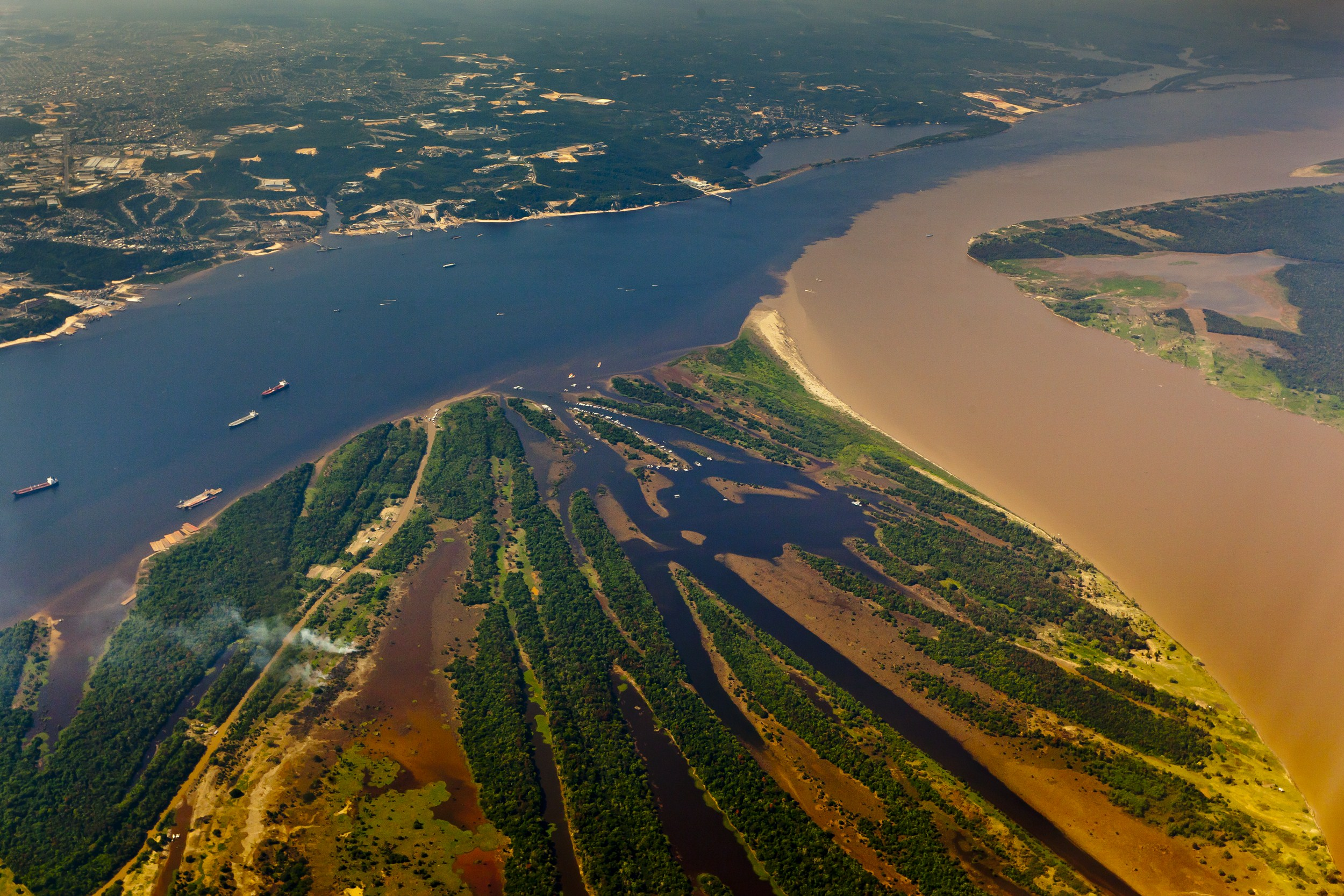
O Encontro das Águas representa a confluência dos rios Negro, de águas escuras, e Solimões, de águas barrentas.

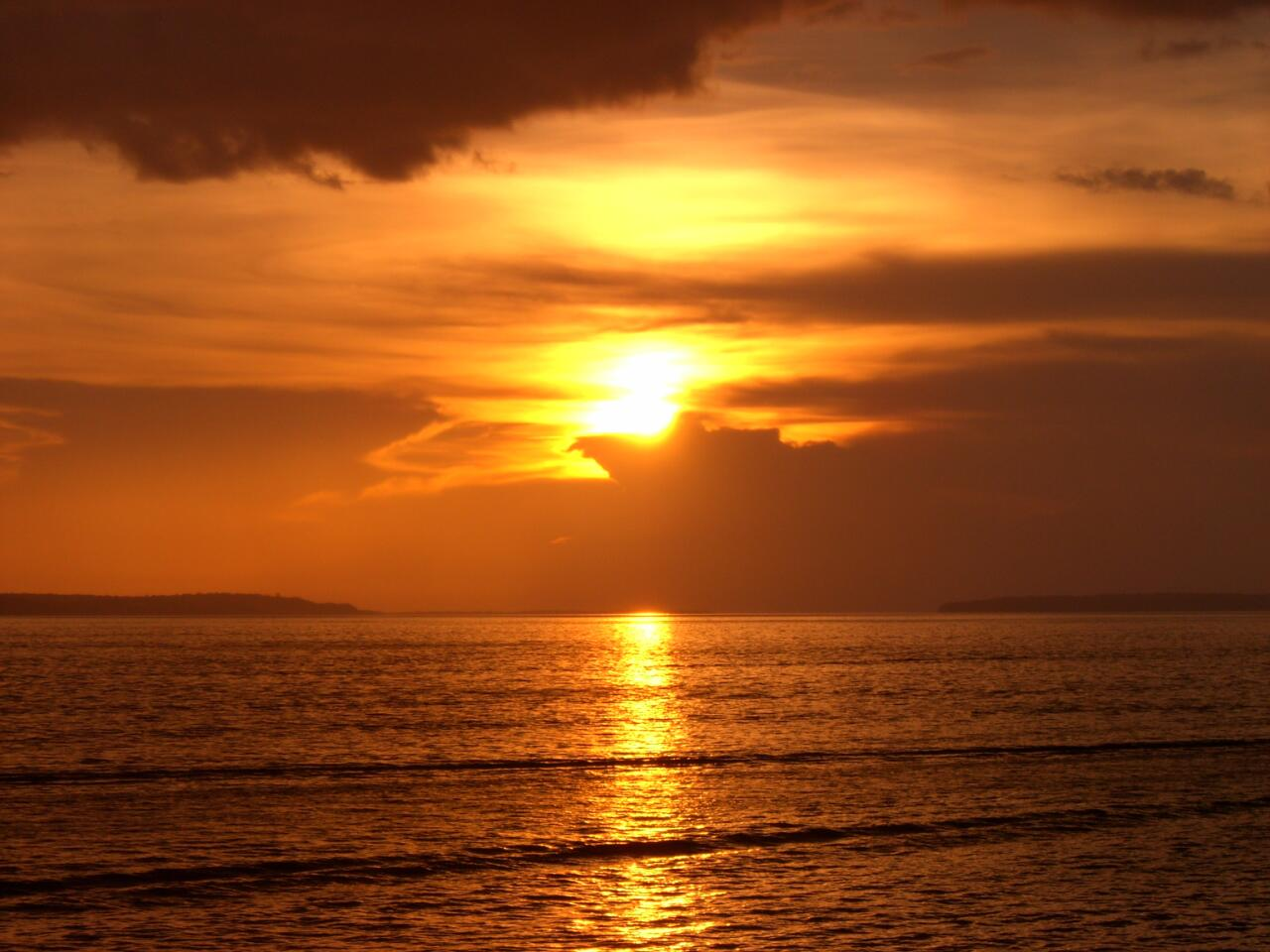
Pôr do sol no Rio Negro, eleito o 4.º mais belo do Brasil em votação no site do programa Fantástico, da Rede Globo.

## Eventos

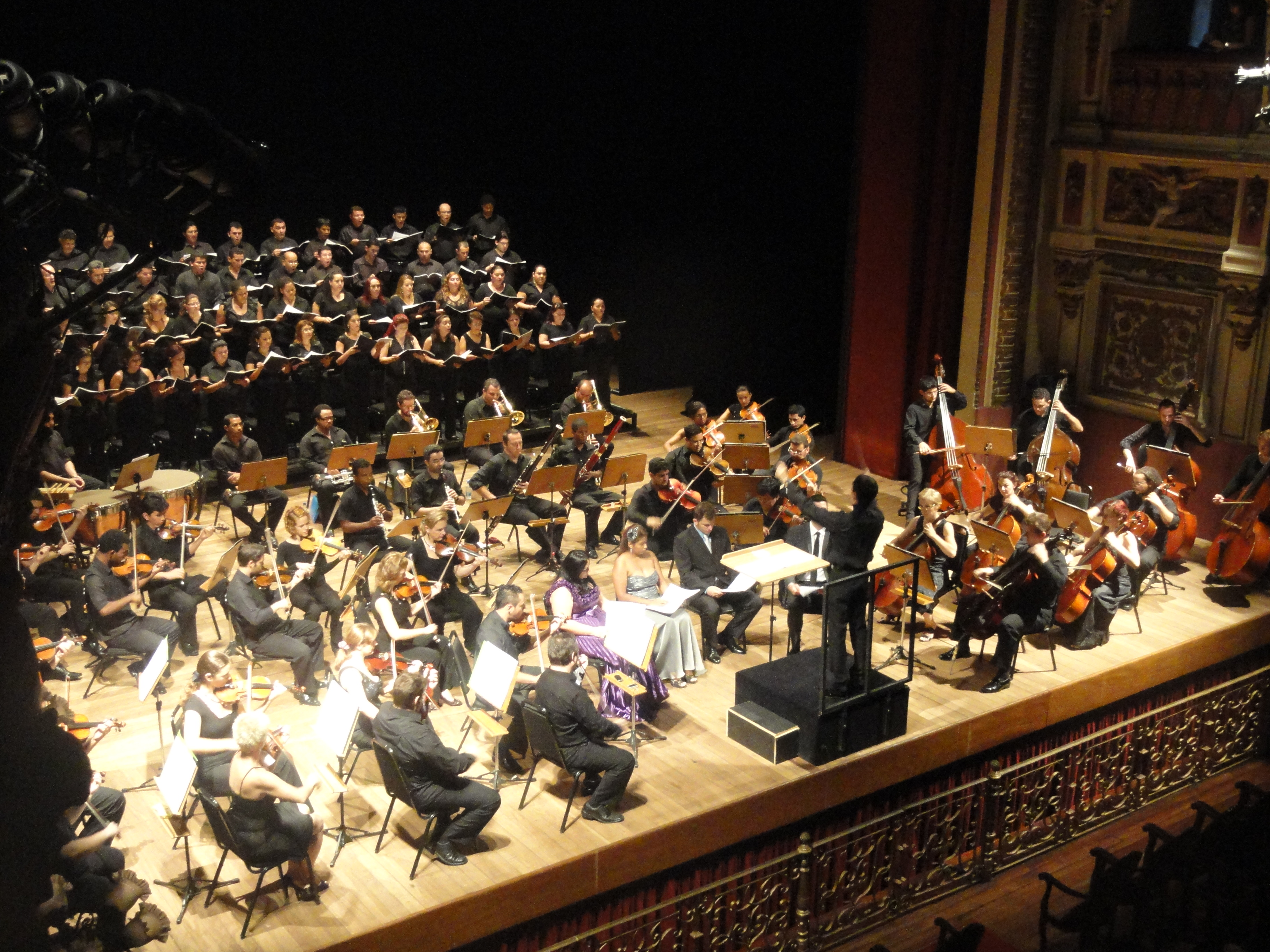
Orquestra Amazonas Filarmônica

### Natal

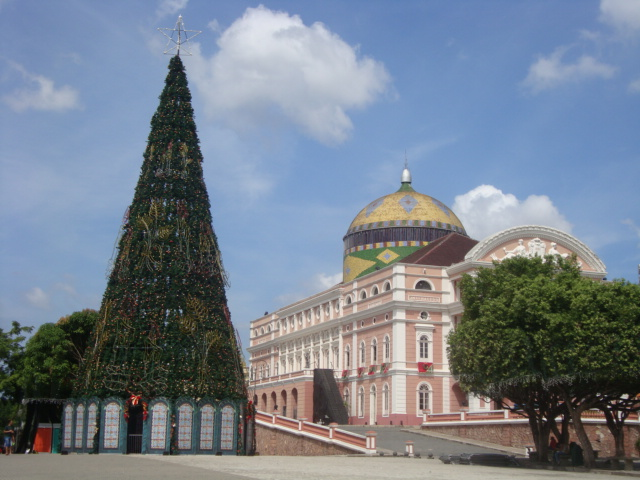
Árvore de Natal ao lado do Teatro Amazonas, em 2009.